# Foregone
Foregone è il quattordicesimo album in studio del gruppo musicale svedese In Flames, pubblicato il 10 febbraio 2023 dalla Nuclear Blast.

## Tracce
Testi di Anders Fridén e Björn Gelotte, musiche di Anders Fridén, Björn Gelotte e Howard Benson.
1. The Beginning of All Things That Will End – 2:13
2. State of Slow Decay – 3:58
3. Meet Your Maker – 3:57
4. Bleeding Out – 4:01
5. Foregone, Pt. 1 – 3:24
6. Foregone, Pt. 2 – 4:30
7. Pure Light of Mind – 4:26
8. The Great Deceiver – 3:45
9. In the Dark – 4:17
10. A Dialogue in B Flat Minor – 4:28
11. Cynosure – 4:05
12. End the Transmission – 3:42

Traccia bonus nell'edizione box set
1. Become One – 3:28

## Formazione
Gruppo
- Anders Fridén – voce
- Björn Gelotte – chitarra solista
- Chris Broderick – chitarra ritmica
- Bryce Paul – basso, cori
- Tanner Wayne – batteria

Produzione
- Howard Benson – produzione
- Joe Rickard – missaggio
- Ted Jensen – mastering